# روس ستريت
روس ستريت (بالإنجليزية: Ross Street)‏ هو رياضياتي أسترالي، ولد في القرن العشرين.